# Réseau des Grandes-Fourches
Le Réseau des Grandes-Fourches est un système de pistes cyclables, chaussées dédiées et bandes cyclables combinées pour créer un réseau sinueux de 128 km traversant Sherbrooke, le Canton de Hatley et North Hatley. Ce réseau longe trois rivières d’importance, deux lacs, d’innombrables ruisseaux et six barrages hydroélectriques.
Il y a 6 axes qui forment le réseau. Certaines de ces pistes sont utilisées l'hiver pour le ski de fond.
| Axe                | Quartiers / Villages                                   | Distance totale | Difficulté    |
| ------------------ | ------------------------------------------------------ | --------------- | ------------- |
| de la Massawippi   | North Hatley, Lennoxville                              | 15 km           | Facile        |
| de la St-François  | Lennoxville, Fleurimont, Brompton                      | 30 km           | Facile        |
| de la Magog        | Deauville, Rock Forest, Jacques-Cartier, Mont-Bellevue | 35 km           | Intermédiaire |
| du Sommet          | Rock Forest, North Hatley                              | 16 km           | Intermédiaire |
| du Ruisseau Dorman | Lennoxville, Fleurimont                                | 11 km           | Intermédiaire |
| du Ruisseau Kee    | Rock Forest, St-Élie d'Orford, Brompton                | 21 km           | Intermédiaire |